# Benguela
Benguela (puni naziv: São Felipe de Benguela) glavni je grad istoimene angolske provincije. Leži na obali Atlantskog oceana, 450 km južno od Luande.
Benguelu su 1617. osnovali Portugalci oko svoje vojne utvrde. Dugo je godina bila važan centar trgovine s Kubom i Brazilom, posebice trgovine robljem. Benguela se razvijala do 1975. i početka Angolskog građanskog rata, kada je zatvorena pruga na relaciji od primorskog Lobitoa do granice s današnjim DR Kongom, o kojoj je u potpunosti ovisio gospodarski razvoj grada.
Godine 1983. Benguela je imala 155.000 stanovnika.

## Vanjske poveznice

### Ostali projekti
|  | Zajednički poslužitelj ima još gradiva o temi Benguela |